# 1936 في السعودية
تحتوي هذه المقالة على أهم الأحداث التي شهدتها السعودية في 1936، إضافة إلى أهم الشخصيات السعودية التي وُلدت أو تُوفيت في هذه السنة.

## السياسة

### الحكم
الملك: عبد العزيز بن عبد الرحمن آل سعود

### تعيينات

##### أغسطس
- 14: تعيين الشيخ عبدالله قاضي رئيسًا لأموال الأحساء و توابعها.[1]

## أحداث
- بدء تشييد قصر المربع ليكون مقراً للديوان الملكي.[2]
- بناء قصر عالي في قرية العليا شمال شرق الرياض.[3]
- تأسيس مدرسة تحضير البعثات.[4]
- تأسيس نادي أحد الرياضي.

### فبراير
- 8: تمت إضافة ملحقين جديدين إلى معاهدة الطائف تخصان حدود الدولتين السعودية واليمنية، حيث احتفظت السعودية بمنطقة جازان وتقاسمت مع اليمن منطقة نجران.[5]

### أبريل
- 17: توقيع معاهدة أخوة وتحالف بين السعودية والعراق.[6] وكانت قد نشأت بينهما بداية الشهر وتحديداً في 3 أبريل.[7]

### مايو
- 7:
  - اعتراف مصر بالمملكة العربية السعودية رسمياً.[7]
  - توقيع معاهدة الصداقة بين السعودية ومصر.[7]

### يونيو
- 5: وصول بعثه الطيران العربية السعودية عن طريق الباخرة فرانكافاسيو إلى جدة، وهما الطياران صالح خطيب و ضياء الدين الحكيم بعد اتمامها دارسة فن الطيران في أوروبا.[8]
- 5: وزارة المالية تعلن عن إبطال التعامل مع النصف الريال والربع القديمين واستعدادها لاستبدالهما بالذهب لكل من يريد التبديل خلال شهرين من تاريخ الإعلان. [8]

### يوليو
- 3: صدور الأمر السامي بالموافقة على نظام جمعية القرش للمشاريع الاقتصادية في البلاد العربية السعودية ويتألف من 52 مادة و 8 فصول.[9]
- 10: وزير المالية بالنيابة عن حكومة العربية السعودية يوقع مع مندوب شركة امتيازات النفط المحدودة على اتفاق لاستثمارات الزيت في المنطقة الساحلية الغربية للمملكة العربية السعودية و بالتحديد ما بين رابغ و تثليث. [10]
- 10: وقوع خسف للقمر في عموم مدن العربية السعودية وقد أقيمت صلاة الخسوف في عموم المساجد وقد خطب إمام المسجد الحرام خطبة جامعة.[10]
- 17: تنفيذ حكم القصاص بسعيد بن موسى الزهراني لقتله سعيد بن عيضه الزهراني وقد صدر الحكم الشركي من إمارة المدينة النبوية وتم تنفيذ القصاص بمدينة الطائف خارج سور الطائف أمام مسجد ابن عباس. [11]

### أغسطس
- 7: مديرية المعارف العامة تقرر فتح مدرسة باسم (مدرسة تحضير البعثات) لإعداد الطلبة الذين يرغبون في الالتحاق بالكليات الخارجية مثل كلية الطب، كلية الهندسة، كلية التجارة، كلية الزراعة، مدرسة الفنون والصنائع العليا وستكون مدة الدراسة فيها ثلاث سنوات.[12]
- 14: انتهى مجلس الشورى السعودي من وضع النظام الأساسي للمملكة العربية السعودية ويقع في 140 مادة وسيتم رفعه بعدها للمقام السامي للتصديق عليه.[1]
- 14: وزارة المالية تعيد تعمير الثكنة العسكرية بالطائف ولجعلها مقرًا لكل الدوائر الحكومية بالإضافة إلى تخصيص جانب منها للجنود،حيث تبلع مساحة الثكنة حوالي 300 متر في 300 متر.[1]
- 28: مديرية المعارف العامة تقيم مشاريع جديدة تتضمن: تأسيس مدرسة ليلية لتعليم اللغة الانجليزية، تأسيس مدرسة تحضيرية بجدة بحارة اليمن، تأسيس مدرسة تحضيرية بينبع النخل، اقرار ادخال دروس الرياضة البدنية بالمدارس الأميرية.[13]

### ديسمبر
- 7: بدأ اختصاصيو حفر الآبار الاستكشافية في حفر بئر الاختبار العميقة والتي تعرف بـ"بئر الدمام رقم 7" أو بئر الخير.[14]

## مواليد
- تركي بن خالد السديري، وزير سابق، ترأس ديوان الخدمة المدنية ثم هيئة حقوق الإنسان.[15]
- علوي كيال، وزير سابق.
- عبد الحميد أبو سليمان، أكاديمي وكاتب، مؤسس ومدير الجامعة الإسلامية العالمية في ماليزيا، رئيس ومؤسس المعهد العالمي للفكر الإسلامي، وأول أمين عام للندوة العالمية للشباب الإسلامي.
- عبد الله الصالح العثيمين، مؤرخ وشاعر، عضو شورى والأمين العام السابق لجائزة الملك فيصل العالمية.
- رضا عبيد، أكاديمي، عضو سابق في مجلس الشورى، ورئيس مجلس إدارة مؤسسة اليمامة الصحفية.
- أحمد السريع، أحد أوائل الممثلين السعوديين.
- عبد الله عمر خياط، كاتب وصحفي.
- نهار النصار، أول طيار سعودي يسافر حول العالم، اشتهر بلقب طيار الملوك.
- عيد السهو، شاعر وأديب وباحث.
- محسون جلال، اقتصادي وأكاديمي، أحد رواد التنمية الصناعية في السعودية.
- محمد الملحم، فقيه وشاعر.

### مارس
- 10: محمد سعيد فارسي، أول أمين لمحافظة جدة.

### يوليو
- 2: أحمد سالم باعطب، شاعر وأديب.

### سبتمبر
- 1: عبد الرحمن يغمور، أحد أقدم المذيعين في السعودية، تولى إدارة القناة الأولى.
- 16: جهيمان العتيبي، متمرد قاد عملية اقتحام الحرم المكي مطلع عام 1400 هـ.[16]
- 17: مطلق دخيل، فنان شعبي.